# Beichtstühle (Barsac, Gironde)

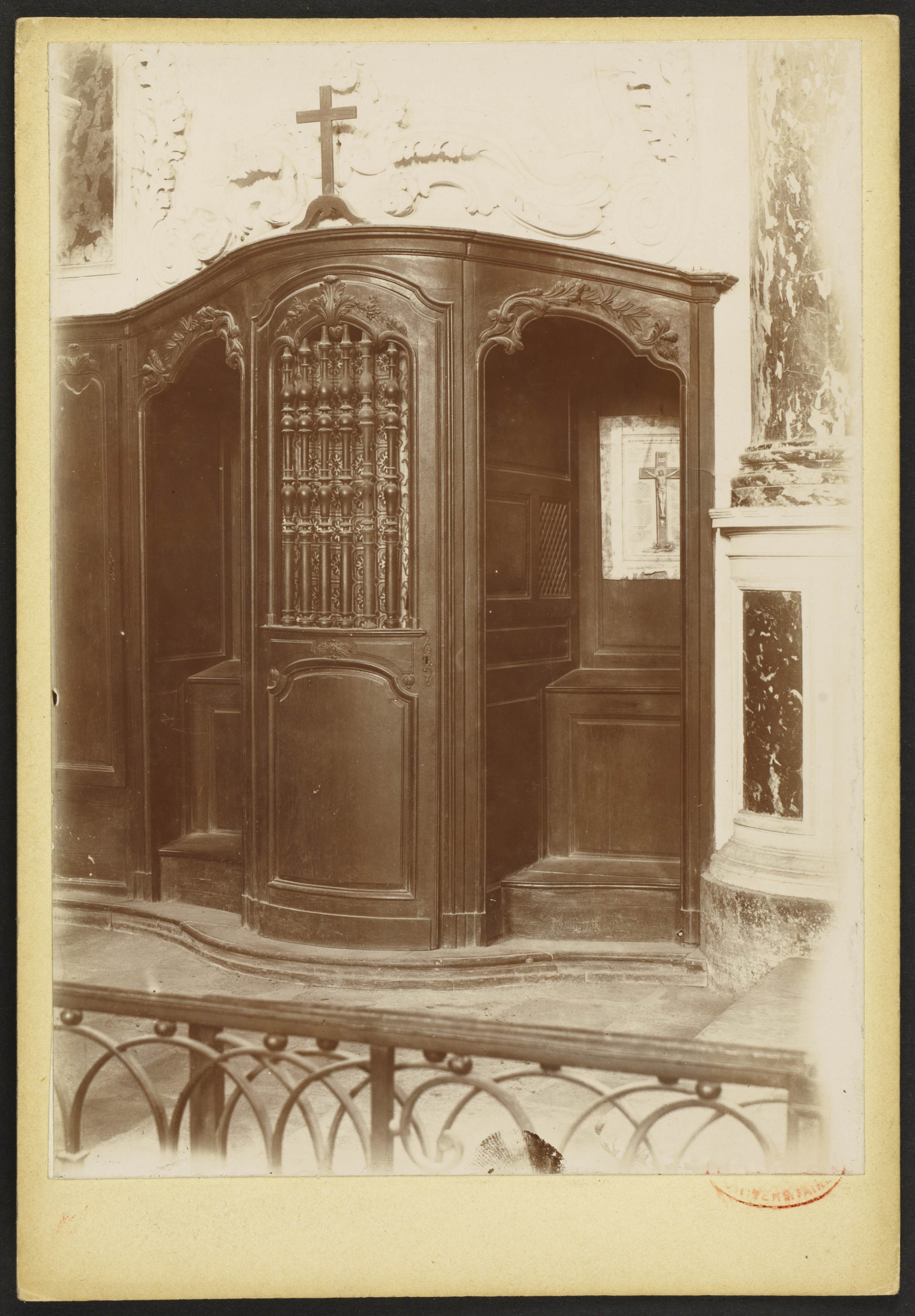
Beichtstuhl in der Kirche von Barsac (Foto von Jean-Auguste Brutails, um 1900)

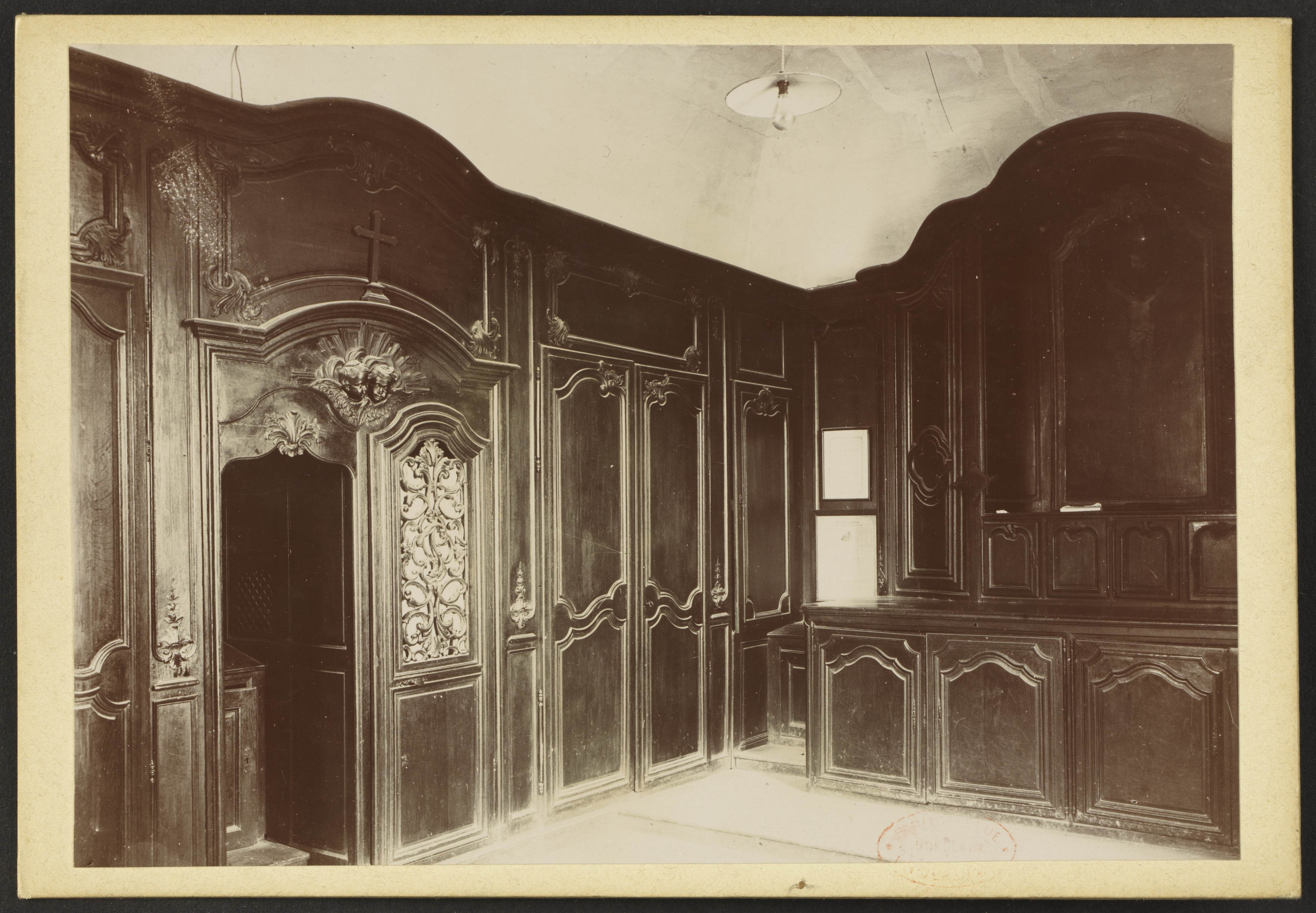
Beichtstuhl (links) in der Sakristei (Foto von Jean-Auguste Brutails, um 1900)

Die zwei Beichtstühle in der Kirche St-Vincent in Barsac, einer französischen Gemeinde im Département Gironde der Region Nouvelle-Aquitaine, wurden 1774 geschaffen. Im Jahr 1908 wurden die beiden barocken Beichtstühle, einer in der Sakristei und der andere in der Kirche, als Monument historique in die Liste der denkmalgeschützten Objekte (Base Palissy) in Frankreich aufgenommen.
Die Beichtstühle aus Holz besitzen Schnitzarbeiten sowohl als oberer Abschluss und in der Tür zum Bereich des Priesters.